# Zsulest
Zsulest (Giulești), település Romániában, a Partiumban, Bihar megyében.

## Fekvése
Kiskoh délkeleti szomszédjában fekvő település.

## Története
Zsulest korábban Kiskoh része volt.
1910-ben 170 lakosából 163 román, 5 magyar, 1 német volt.
1956-ban 936 lakosa volt.
A 2002-es népszámláláskor 693 lakosából 657 román, 36 cigány volt.